# Shanda
Shanda Interactive Entertainment Limited (en chino: 盛大互动娱乐有限公司; transcripción pinyin: Shèngdà Hùdòng Yúlè Yǒuxiàn Gōngsī NASDAQ: SNDA) es una compañía china de juegos en línea, con centro de operaciones en Shanghái, establecida en diciembre de 1999. En el 2005 tuvo una demanda de 460 millones de cuentas registradas y un promedio de 1.2 millones de jugadores en cualquier hora dada. Su listado 2004 en la sede estadounidense NASDAQ levantó 151.8 millones de dólares de aquel país. En septiembre de 2001, Shanda publicó The Legend of MIR II como su primer videojuego.
Shanda también publicó juegos como MapleStory, The Legend of MIR II, The World of Legend, The Sign, The Age, Magical Land, Ragnarok Online, D.O., Dungeons & Dragons Online, Bomb and Bubble, Shanda Rich Man, Three Kingdoms, GetAmped y más.
El 29 de febrero de 2005, Shanda anunció una compra de él cerca del 20% de la página web SINA.com, apuntando mercados digitales de los medios. Sin embargo, Shanda no ganó control sobre el tablero de administradores. El 8 de febrero de 2007, Shanda vendió 4 millones de sus partes de por 129 millones de dólares, y después la compañía fue transformada en un portal digital de entretenimiento.

## Productos
- Ez Station
- Ez MINI
- Company of Heroes Online
- Chinese Heroes